# Luisa Valenzuela
Luisa Valenzuela (Buenos Aires, 26 novembre 1938) è una scrittrice e giornalista argentina, autrice di romanzi, racconti, microfiction e saggi.  Ha praticato professionalmente il giornalismo per molti anni e continua a scrivere articoli occasionali per media nazionali ed esteri.
La sua scrittura è caratterizzata da uno stile che mette in discussione le strutture sociali gerarchiche da una prospettiva femminista.  È anche conosciuta per il suo lavoro scritto in risposta alla dittatura degli anni '70 in Argentina. Opere come Como en la guerra (1977), Cambio de armas (1982) e Cola de lagartija (1983) combinano una potente critica alla dittatura con un esame delle forme patriarcali di organizzazione sociale e delle strutture di potere inerenti alla sessualità umana.

## Biografia
Figlia della scrittrice Luisa Mercedes Levinson e del medico Pablo Francisco Valenzuela, nella sua casa d'infanzia si incontrarono le più grandi figure letterarie dell'epoca come Adolfo Bioy Casares, Jorge Luis Borges, Ernesto Sabato. Nonostante fin da bambina sentisse una forte attrazione per la scienza e soprattutto per l'avventura, dall'età di 17 anni iniziò a pubblicare su vari media locali (Atlántida, El Hogar e Esto Es) e a condurre brevi programmi radiofonici su Radio Belgrano.
All'età di 20 anni, sposata da poco con Théodore Marjak, marinaio mercantile e ingegnere francese, si stabilì in Normandia e un anno dopo a Parigi dove fu corrispondente per il quotidiano di Buenos Aires El Mundo, realizzò programmi per Radio Télévision Française (Amérique Latine), frequentò gli appartenenti al gruppo Tel Quel e al Nouveau Roman, scrisse il suo primo romanzo Hay que sonrilar, la cui protagonista, Clara, darà il titolo alle traduzioni in inglese e alla sceneggiatura del film. Nel 1959 nacque sua figlia, Anna-Lisa Marjaky, diventata artista plastica.
Nel 1961 tornò a Buenos Aires dove lavorò come giornalista per il quotidiano La Nación e molto più tardi sulla rivista Crisis. Nel 1965 divorziò ed ebbe anche un Premio Nazionale Kraft per il suo lavoro giornalistico. Durante il 1967 e il 1968 viaggiò tra la Bolivia, il Perù e il Brasile per conto de La Nación. Nel 1969 le venne assegnata una borsa di studio Fulbright per partecipare all'International Writers' Workshop presso l'Università dell'Iowa, dove scrisse El gato efectiva. 
Dal 1972 al 1974 visse tra Barcellona (da qui il suo romanzo Como en la guerra), Parigi e Città del Messico con un breve soggiorno a New York, dove indagò sugli aspetti della letteratura marginale nordamericana come membro del National Endowment for the Arts. In seguito alla dittatura del cosiddetto "Processo di Riorganizzazione Nazionale" in Argentina, dopo aver scritto Cambio de armas che fu in parte censurato eliminando i riferimenti alle scene di tortura, nel 1979 si trasferì a New York invitata dall'Università della Columbia come scrittrice residente. 
Rimase lì per 10 anni, durante i quali fu professore aggiunto di "Letteratura latinoamericana" alla Columbia University, ottenne la Berg Chair alla New York University dove rimase fino alla sua partenza dalla Divisione di Scrittura.  Nel 1983 pubblicò The Lizard's Tail (Cola de lagartija) su José López Rega, ministro del welfare durante la presidenza di Isabel Perón.
È stata membro del New York Institute for the Humanities, del Fund for Free Expression e membro del Freedom to Write Committee del PEN American Center. Nel luglio 1981 è stata ospite d'onore, "Luisa Valenzuela: a symposium", Trobe University, Melbourne, Australia. Ha ottenuto la borsa di studio Guggenheim nel 1983. Ha tenuto conferenze e partecipato a simposi in tutto il paese, ha ricevuto tributi (tra gli altri la Conferenza Putterbaugh) ed è stata membro di giurie di importanti premi.
Nel 1989 tornò definitivamente a Buenos Aires, dove scrisse il romanzo Realidad nacional desde la cama (inizialmente concepito come un'opera teatrale) e completò il romanzo Novela negra con argentinos  iniziato a New York forse come addio a quella grande città. Alla fine del 2001, la Casa de las Américas, L'Avana, le ha dedicò una "Settimana dell'Autore". Invitata da Carlos Fuentes, entrò a far parte del Consiglio Consultivo della Cattedra Alfonso Reyes presso l'Istituto Tecnologico di Monterrey, Messico.
Il 2-3 agosto 2002 si è svolto presso l'auditorium MALBA (Museo di Arte Latinoamericana di Buenos Aires) il Convegno sull'opera di Luisa Valenzuela. Il IX Colloquio Letterario della Fiera Internazionale del Libro di Monterrey è stato dedicato all'opera di Luisa Valenzuela. All'Università di Vienna si è tenuto un Simposio internazionale dal titolo: «Approcci all'opera letteraria di Luisa Valenzuela». Nel 2015 si è svolta la Conferenza di Luisa Valenzuela "El vertigo de la escritura", Rivista Anfibia, Museo MALBA, UNSAM, Biblioteca Nazionale della Repubblica Argentina. Nel 2019, Silvia Lemus le ha consegnato la medaglia d'oro "Carlos Fuentes" all'inaugurazione della FIL. Nel 2021, gli editori Marea e Interzona hanno presentato simultaneamente due delle ultime opere dell'autrice presso il Centro Culturale Kirchner.

## Opere

### Romanzi
- Hay que sonreír, Buenos Aires, America, 1966
- El gato eficaz, Messico, Joaquín Mortiz, 1972 ISBN 950-515-123-3
- Cola de lagartija, Buenos Aires, Bruguera, 1983
- Realidad nacional desde la cama, Buenos Aires, Sudamericana, 1990
- Novela negra con argentinos, Hanover (New Hampshire), Ediciones del Norte, 1990
- La Travesía, Buenos Aires, Norma,2001.

### Novelle
- Los hereticos, Buenos Aires, Paidós, 1967
- Aquí pasan cosas raras, Buenos Aires, Ediciones de la Flor, 1975
- Como en la guerra, Buenos Aires, Sudamericana, 1977
- Libro que no muerde, Messico, UNAM , coll.  "Diffusione culturale", 1980
- Cambio de armas , Hanover (New Hampshire), Ediciones del Norte, 1982
- Donde viven las águilas, Buenos Aires, Celtia, 1983
- Colpa, Simon e Schuster, 1992 (in inglese)
- Simetrías, Buenos Aires, Sudamericana, 1993

### Saggi
- Peligrosas Palabras: reflexiones de una escritora, Buenos Aires, Temas, 2001 ISBN 987-9164-54-7
- Escritura y Secreto, Messico, Ariel, 2002 ISBN 84-375-0534-8
- Los deseos oscuros y los otros (cuadernos de New York), Buenos Aires, Norma, 2002 ISBN 987-545-079-0